# AGS JH22
La AGS JH21C è una monoposto di Formula 1, costruita dalla scuderia francese Automobiles Gonfaronnaises Sportives per partecipare al campionato mondiale di Formula Uno del 1987.

## Stagione
Nel 1987 la piccola scuderia francese Automobiles Gonfaronnaises Sportives (AGS) affrontò la sua prima stagione completa in Formula 1. Dopo il debutto parziale dell’anno precedente, il team si presentò al via con la nuova monoposto JH22, progettata da Christian Vanderpleyn e Michel Costa. La vettura, costruita in fibra di carbonio, montava il motore Ford-Cosworth DFZ V8 aspirato da 3,5 litri, abbinato a un cambio Hewland a cinque rapporti, e calzava gomme Goodyear.
Rispetto alle turbo dominanti dell’epoca, la JH22 non poteva competere in termini di potenza, ma puntava su semplicità tecnica e affidabilità. In più, grazie alla creazione del Trofeo Colin Chapman (per costruttori con motore aspirato) e del Trofeo Jim Clark (per i piloti con vetture aspirate), anche le squadre minori avevano una motivazione in più per correre e raccogliere punti in queste classifiche parallele.
Il pilota scelto per la stagione fu Pascal Fabre, francese, già al volante per AGSin Formula 2. Fabre iniziò l’anno con costanza, riuscendo a portare la vettura al traguardo in molte gare, ma sempre nelle retrovie. La sua migliore prestazione assoluta arrivò in Spagna, dove concluse 9º, ma fuori dalla zona punti del mondiale.
Con l’avanzare della stagione, però, la competitività rimase bassa e AGS decise di effettuare un cambio: per gli ultimi due Gran Premi, Fabre fu sostituito dal brasiliano Roberto Moreno. La scelta si rivelò azzeccata. Nel Gran Premio d’Australia ad Adelaide, approfittando di una gara segnata da ritiri e problemi per molti avversari, Moreno guidò con intelligenza e portò la JH22 al 6º posto, regalando così ad AGS il primo punto mondiale della sua storia.
Questo risultato permise al team di chiudere la stagione al 12º posto nella classifica costruttori, a pari merito con March, ma soprattutto di piazzarsi 3º nel Trofeo Colin Chapman dedicato ai costruttori con motore aspirato.

## Risultati
| Anno | Vettura | Motore            | Gomme | Piloti |    |    |    |    |    |   |   |     |    |    |    |    |     |    |     |   | Punti | Pos. |
| ---- | ------- | ----------------- | ----- | ------ | -- | -- | -- | -- | -- | - | - | --- | -- | -- | -- | -- | --- | -- | --- | - | ----- | ---- |
| 1987 | JH22    | Ford-Cosworth DFZ | G     | Fabre  | 12 | 13 | 10 | 13 | 12 | 9 | 9 | Rit | 13 | NC | NQ | NQ | Rit | NQ |     |   | 1     | 12º  |
| 1987 | JH22    | Ford-Cosworth DFZ | G     | Moreno |    |    |    |    |    |   |   |     |    |    |    |    |     |    | Rit | 6 | 1     | 12º  |